# 윤석황
윤석황(1968년 ~ )은  대한민국의 KBS 아나운서다.

## 경력
- 1995년: KBS 23기 공채 아나운서(KBS강릉방송국 지역근무)
- KBS춘천방송총국 아나운서

## 진행

### 텔레비전
- KBS강릉 1TV: KBS 뉴스 (930)
- KBS 춘천 1TV: 집중진단 강원
- KBS춘천 1TV: KBS 뉴스 9 강원
- KBS춘천 1TV: KBS 뉴스 7 강원
- KBS춘천 1TV: KBS 뉴스광장 강원

### 라디오
- KBS춘천 제1라디오: 강원 동서남북
- KBS춘천 제1라디오: 정보와이드
- KBS춘천 제1라디오: 컬처 강원
- KBS춘천 제1라디오: 라디오 춘천
- KBS강릉 제1라디오: 영동포커스
- KBS 강릉 제1라디오: 흐르는 음악처럼
- KBS춘천 제1라디오: 생방송 오늘은...
- KBS춘천 제1라디오: 강원의 아침